# 岸田今日子
岸田 今日子（きしだ きょうこ、1930年〈昭和5年〉4月29日 - 2006年〈平成18年〉12月17日）は、日本の女優、声優、童話作家。本名同じ。身長156cm。血液型はA型。
自由学園高校卒業。父は劇作家で文学座創設者の岸田國士、母は翻訳家の岸田秋子。姉に詩人で童話作家の岸田衿子、俳優の岸田森とは従弟にあたる。元夫は俳優の仲谷昇。

## 経歴

### 生い立ち
東京府豊多摩郡（現在の東京都杉並区）に劇作家の岸田國士・秋子夫妻の次女として生まれる。
10代の頃戦争により姉妹で長野県に疎開した後、1946年に東京に戻り自由学園高校に入学。在学時に彫刻家・本郷新の美術の講義に触発され、同時に父の蔵書で戯曲に親しんだ。舞台美術に興味を抱いて舞台美術家を志し、高校卒業と同時に裏方として文学座付属演技研究所に入り研修生となる。
しかし研究所卒業後女優に転じ、1950年に『キティ颱風』で初舞台を踏み、これを機に芝居の虜になる。1953年に今井正監督の『にごりえ』の端役で映画デビュー。その後は演技に磨きをかけ、舞台を中心に映画、テレビ、声優と幅広い芸域を持つ。1954年、突然の病により父を亡くす。

### 役者として
1960年、『サロメ』で主役に抜擢され、以降『熱帯樹』など三島由紀夫演出作品の多くに出演。他にもテアトロン賞を受賞した『陽気な幽霊』をはじめ、数多くの舞台で多くの大役、難役をこなす。しかし1963年、杉村春子ら文学座幹部の運営に限界を感じ、賛同者の芥川比呂志、高木均、小池朝雄、神山繁、山﨑努らとともに文学座を脱退。
同年、現代演劇協会付属の「劇団雲」の設立を経て、1975年には「演劇集団 円」の設立に参加。以後『壊れた風景』、『うしろの正面だあれ』、『トラップ・ストリート』など、別役実書き下ろしの大半の作品に出演した。近寄りがたい妖艶さを見せる一方、ユーモラスな役もこなす硬軟自在の演技は若い頃から評価が高かった。舞台女優と並行して映画・テレビ出演でも第一線で活躍し、その存在感から時に怪優と称されることがあった。
映画では1962年に『破戒』などの演技で毎日映画コンクール助演女優賞を受賞。1964年に『砂の女』で映画初主演すると、作品とともに世界中で絶賛され、ブルーリボン助演女優賞を受賞して、実力派女優としての地位を確立した。上記の『破戒』や『犬神家の一族』など、市川崑作品に多く起用された。また、1982年の増村保造監督の映画『この子の七つのお祝いに』では、岸田演じるヒロインの母親役での怪演が話題となった。
テレビドラマでは、1964年の『男嫌い』で、男をむしる独身四姉妹・越路吹雪、淡路恵子、岸田今日子、横山道代（現・横山通乃）の三女役で出演したことで、お茶の間での岸田の認知度が上がった（四姉妹の末弟役は坂本九）。同番組は「カワイ子ちゃん」「かもね」「そのようよ」などの流行語を生み出す大人気ドラマだった。
上記以外にも、1962年の映画『秋刀魚の味』や1974年のドラマ『傷だらけの天使』など数々の話題作に出演すると、「岸田は脇役でこそ、役者としての輝きを放つ」と評されるようになる。

### 多岐にわたる活躍
独特の声と情感豊かな読みにより、1969年のアニメ『ムーミン』に声優として出演。また、『ムーミン パペットアニメーション』では、ムーミンを含めた全てのキャラクターおよびナレーションまでを一人で演じ分けている。この仕事で世間の子供たちにその声が愛され、気品と温かみがある声により大人からも支持された。以降ナレーターとしても他に得がたい存在として、ドキュメンタリーからバラエティまで幅広く起用された。2002年にはポップシンガーUAのシングル「DOROBON」で詩の朗読に参加。
著作も多く、エッセイから翻訳など幅広い分野で健筆を振るった。特に児童文学、童話については造詣が深く、所属する「演劇集団 円」では、毎年年末にシアターΧで上演される、幼児にも楽しめる舞台「円・こどもステージ」の企画も担当した。上記のような幅広い活動は、1950年代にデビューした女優としてはかなり珍しかった。
さらに1990年頃には、バラエティ番組『とんねるずのみなさんのおかげです』内のドラマ仕立てのコントにも出演し、当時の若年層にも高い知名度を誇るようになった。一方、九条の会の他、「イラク攻撃と有事法制に反対する演劇人の会」に参加するなど、護憲運動に関わったことでも知られる。

### 死去
2006年版『犬神家の一族』では1976年のオリジナル版で演じた琴の師匠役にキャスティングされていたが、岸田の体調不良により草笛光子（オリジナル版で三女・梅子役）に配役変更された。
2006年12月17日午後3時33分、脳腫瘍による呼吸不全のため東京都内の病院で死去。76歳没。墓所は東京都府中市多磨町の多磨霊園。
同年1月のテレビ朝日放送の法医学教室の事件ファイル第22作が生前最後のドラマ出演となった。また、同年12月にNHK-BS2にて放送された『ミス・マープルシリーズ』では、主人公ミス・マープルの吹き替えを担当したが、放送と前後して他界したため、遺作となった。

## 後任・代役
岸田の没後、持ち役を引き継いだり、代役をした人物は以下の通り。
- 滝沢久美子 - 『刑事コロンボ ロンドンの傘』：リリアン・スタンホープ 役（オナー・ブラックマン）※追加収録部分のみ。
- 草笛光子 - 『犬神家の一族』：琴の師匠役、『アガサ・クリスティー ミス・マープル』：ミス・マープル 役。

## エピソード

### “母親”という存在
若い頃の母・秋子は出版社で翻訳の仕事をし、文学の道を志していたが父・國士との結婚により諦めた。その後生まれた岸田は母に溺愛されて育ったが、12歳の頃に最愛の母を結核で亡くす。その後女優として名が売れ、多方面で活躍するようになったが、以後も母の存在を意識し続けた。
1993年頃、とある人から「女優や執筆業をするのは劇作家である父の影響か？」と尋ねれると、本人は「むしろ母の影響が強いように思います」と答えている。続けて「母の若い頃の日記を見つけてから、その中の一節『どうぞ私の中にある芸術の蕾(つぼみ)が、大きくいきいきと開きますように』が、頭から離れなかった」としている。
1968年に私生活で岸田自身も母となったが、“母親”という存在に特別な感情を抱いていたことが影響し、映画やドラマでの母親役にはあまり関心がなかった。1976年のドラマ『歯止め』で母親役を演じた際、撮影現場でスタッフから「お母さん」と呼ばれたことに冷淡な態度を示した。

### 私生活
仲谷昇とは1954年に文学座で出会って以降同志となり、その後「劇団雲」や「演劇集団 円」でも行動を共にした。また、演技だけでなく当時二枚目俳優としても評判の高かった仲谷と結婚。“新劇界のおしどり夫婦”と呼ばれた。その後妊娠したが俳優という休めない仕事の影響もあり、一度流産を経験する。その後二度目の妊娠をすると、流産回避のため仕事を断る決意をし、1968年に長女を出産する。
仕事面では俳優として評判を得て忙しい日々を送る一方、私生活では次第に夫との仲がうまくいかなくなった。1978年に離婚後に娘との二人だけの生活が始まった。その娘に自分の仕事を理解してもらおうと、アニメ『ムーミン』のムーミン・トロールの声を担当した。

### 舞台
1948年に舞台美術に興味を持ち、文学座研究所に入るが、2年後の卒業時に裏方志望を含めた全員参加のオーディションが開かれる。当時岸田は引っ込み思案だったが出演者として選ばれ、意図せず初舞台を踏むことになったが何とかやり遂げた。その後父親の反対を押し切って1952年に正式に文学座の所属になり、四畳半一間のアパートでの貧乏生活を始めた。
文学座時代の1955年、日本演劇史の転換点である福田恆存演出、芥川比呂志主演『ハムレット』においては、ヒロインのオフィーリア役の候補となった。しかし、あまり若くして良い役に付けると周囲の嫉妬を買い、本人のためにもならないとして文学座創設者の岩田豊雄が反対し、幻となってしまった。また、『サロメ』（1960年）の主演に抜擢された時は、三島由紀夫に「僕のイメージにあるサロメ役とぴったり」と言わしめた。
文学座脱退後、「劇団雲」の出演した舞台『聖女ジャンヌ・ダーク』（1963年）が芸術祭賞を受賞。以後、シェイクスピアから日本の作家に至る幅広い意欲作に出演し、芸域を広げる。ちなみに「演劇集団 円」に所属後、つかこうへいとの舞台のオーディションを兼ねた稽古で即興のセリフが上手く言えず、彼から罵倒されたことがある。その後舞台に加えて映画でも多彩で卓越した演技を見せ、役者として円熟期を迎えた。

### 演技に関して
岸田は「芝居というものは妄想の賜物」と評し、与えられた役柄に自由にアプローチしていく面白さを感じたことが、晩年まで役者業を続ける理由となった。本人は真面目な新劇女優と思われるのは本意ではなく、「面白いことなら何でもやりたい。観客から『何なのこの役者さん？』と言われ続けるのが本望」としていた。
また、文学座の後輩である山﨑努によると、「岸田さんとは役に対する考え方が似ていて、2人とも『一見すると説明の難しいミステリアスな役』が好きだった」とのこと。演じる難しさはあったが岸田は役作りの苦労を周りには全く見せず、自然体で作品に臨んでいたという。

### その他

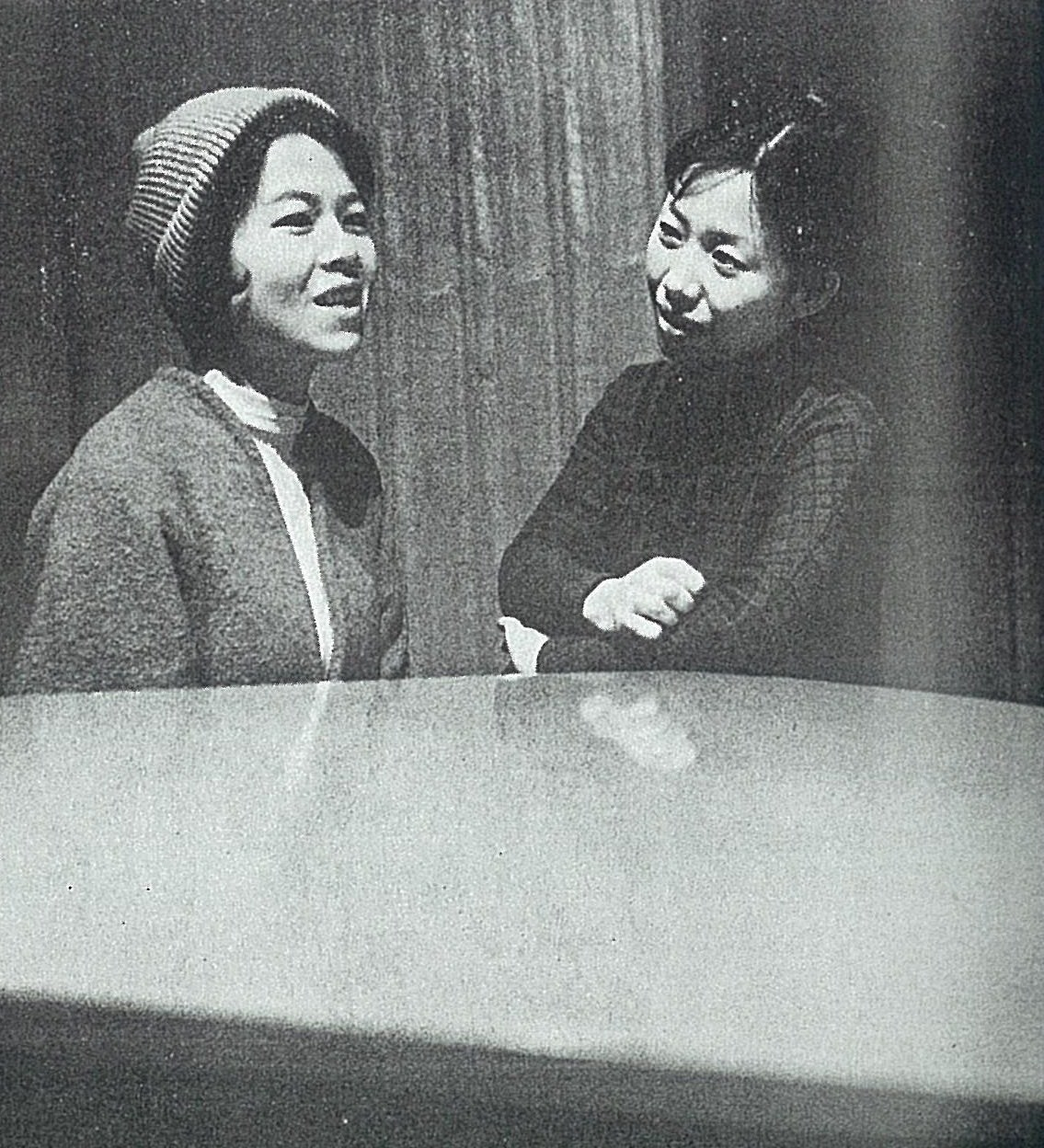
1961年の岸田（右）と今井和子（左）

吉行和子、冨士眞奈美と親友であった。
趣味は麻雀で、1970年代に「週刊ポスト」で行われていた勝抜麻雀企画に出場し、阿佐田哲也（色川武大）に勝ったこともあるほどの強豪であった。
俳句も嗜んでおり、俳号は「眠女(みんじょ)」だった。
映画監督の利重剛は、「岸田さんの出演映画で、監督との相性が特に良かったのは市川崑監督」と評している。1961年の映画『黒い十人の女』では、華やかな女優陣に混じって1人だけ独特のオーラを放ち、復讐に燃える女を好演。また1996年版『八つ墓村』では、岸田演じる双子の老婆役が観客に強烈な印象を与えた。
1988年から16年に亘り放送されたバラエティ番組「あっぱれさんま大先生」は、岸田が明石家さんまに手渡した1本のカセットテープが誕生のきっかけであるという。

## 出演

### テレビドラマ
- 東芝日曜劇場（KRテレビ→TBS）
  - 雨（1959年、朝日放送制作）
  - 奉教人の死（1960年）
  - 聖女像（1960年）
  - 昨日と今日の女（1961年）
  - 死魚の眼（1961年、中部日本放送制作）
  - 女の塚（1961年）
  - 栄光の旗 前・後編（1965年）
  - ほっといてくれ（1973年、中部日本放送制作）
  - 旅ゆけば（1975年、北海道放送制作）
- おかあさん（KRテレビ→TBS）
  - 第41回「完全女性」（1960年）
  - 第283回「お母さん・夜」（1965年）
  - 第355回「母の切り抜き」（1966年）
- 冷えた茶（1962年、TBS） - ケイコ 役
- 鏡子の家（1962年、TBS） - 鏡子 役
- 近鉄金曜劇場 「裏町の女」（1962年）
- 松本清張シリーズ・黒の組曲 / 紐（1962年、NHK総合） - 梅田静子 役
- 男嫌い（1963年、日本テレビ）
- 大河ドラマ（NHK総合）
  - 赤穂浪士（1964年） - あぐり 役
  - 春の坂道（1971年） - 淀の方 役
  - 武田信玄（1988年） - 寿桂尼 役
  - 徳川慶喜（1998年） - 松島 役
- 三匹の侍 第2シリーズ第25話「落人濶歩」（1965年、フジテレビ）
- 日産スター劇場（日本テレビ）
  - 素敵な犬と可愛い猫と（1965年）
  - おゝ結婚よ!（1965年）
  - 女の振り子が止まるとき（1966年）
  - でっかく生きろ!（1967年）
- 七人の刑事（TBS）
  - 第181話「危険な友人」（1965年）
  - 第212話「誰かがおれを待っている」（1966年）
- 楡家の人びと（1965年、TBS）
- 源氏物語（1965年 - 1966年、毎日放送）
- 黄色い風土（1965年、NET） - 島内夫人 役
- 戦国太平記 真田幸村（1966年、TBS） - 大蓮院 役
- 嫌い!好き!!（1966年 - 1967年、日本テレビ）
- ザ・ガードマン 第96話「アムステルダムの女」（1967年、TBS）
- おれの番だ! 第23話「身上相談」（1967年、TBS）
- ゴメスの名はゴメス（1967年、フジテレビ） - 小宮山園子 役
- 眠狂四郎  第6話「無明剣」（1967年、フジテレビ）
- 文五捕物絵図（1967年、NHK総合）
- 剣 第7話「待伏せ」（1967年、日本テレビ）
- 大奥（1968年、関西テレビ） - ナレーション / 怨霊 役
- 写楽はどこへ行った（1968年、NHK総合） - お春 役
- 銀河ドラマ（NHK総合）
  - 結婚（1969年）
  - ふとどき千万（1971年）
- さすらいの狼（1972年、NET）
- 火曜日の女シリーズ「ガラス細工の家」（1973年、日本テレビ / ユニオン映画） - 土門冴子 役
- 銀座わが町（1973年、NHK総合）
- 傷だらけの天使（1974年 - 1975年、日本テレビ） - 綾部貴子 役
- 連続テレビ小説（NHK総合）
  - 水色の時（1975年） - ナレーション
  - ロマンス（1984年） - 香木艶子 役
  - かりん（1993年 - 1994年） - 小森晶乃 役
- あなただけ今晩は（1975年、フジテレビ）
- 徳川三国志（1975年 - 1976年、NET） - 春日局 役
- 愛のサスペンス劇場（日本テレビ）
  - 歯止め（1976年） - 津留江利子 役
  - 薪能（1977年） - ナレーター
- 非情のライセンス 第2シリーズ（1976年、NET） - 深海綾 役
- 暖流（1976年 - 1977年、日本テレビ） - ナレーター
- 赤い運命（1976年、TBS） - 吉野世津子 役
- 前略おふくろ様 第2シリーズ（1976年、日本テレビ） - 三宅花恵 役
- この世の花（1977年、日本テレビ） - 榎本香苗 役
- 志都という女（1977年、関西テレビ）
- 土曜ワイド劇場（テレビ朝日）
  - 昭和怪盗傳（1977年）
  - 華麗な殺しの三重奏・決闘の女（1980年）
  - 女弁護士 朝吹里矢子5 華やかな狙撃者（1981年）
  - 愛の妖精殺人事件（1983年）
  - 法医学教室の事件ファイル（1992年 - 2006年）[注釈 16]
  - 松本清張スペシャル・鉢植えを買う女（1993年） - ナレーション
- グランド劇場「おとこ同志おんな同志」（1978年、日本テレビ） - 一柳モモ子 役
- 悪女について（1978年、テレビ朝日） - 小川圭子 役
- 亭主の家出（1978年 - 1979年、テレビ朝日） - 松原マチ子 役
- 破れ新九郎（1978年、テレビ朝日） - おきん 役
- 赤穂浪士（1979年、テレビ朝日） - りく 役
- 銀河テレビ小説（NHK総合）
  - 太郎の青春（1980年） - 太郎の母 信子 役
  - 太郎の卒業（1981年） - 太郎の母 信子 役
- あ・うん（1980年、NHK総合） - 門倉君子 役
- 火曜サスペンス劇場（日本テレビ）
  - あの三億円事件の真相は？父と子の炎（1981年） - 横溝よしえ 役
  - 秘密（2003年） - 稗田喜久子 役
- 新・事件 わが歌は花いちもんめ（1981年、NHK総合） - 小坂静子 役
- おとうと（1981年8月、NHK総合） - 母 役
- 日本犯科帳・隠密奉行（1981年 - 1982年、フジテレビ） - 朝日奈りん 役
- 竜馬がゆく（1982年、テレビ東京） - 坂本乙女 役
- 影の軍団III（1982年、関西テレビ） - 千愁尼（本理院孝子） 役
- こども傑作シリーズ（1982年11月 - 1983年2月、テレビ朝日） - 語り手
- リラックス〜松原克己の日常生活（1982年11月13日、関西テレビ） - 幸江 役
- いつもお陽さま家族（1982年 - 1983年、TBS） - 瀬下 役
- 木曜ファミリーワイド / マザコン刑事の事件簿（1983年、フジテレビ）
- 大奥（1983年、関西テレビ） - 袖萩 役
- 壬生の恋歌（1983年、NHK総合） - 連月尼 役
- 少女に何が起ったか（1985年、TBS） - 東貴恵 役
- イエスの方舟（1985年12月9日、TBS） - 武吉の母 役
- 松本清張サスペンス 隠花の飾り / 遺墨（1986年、関西テレビ）
- 銭形平次（1987年、日本テレビ） - 笹野絹 役
- ネコノトピアネコノマニア（1990年、NHK総合）
- 世にも奇妙な物語（フジテレビ）
  - 「闇の精霊たち」（1990年）
  - オープニングナレーション（1991年）
  - 「8時50分」（1991年）
- 現代推理サスペンス / 二重生活（1991年、関西テレビ）
- 続・蒲田行進曲 銀ちゃんが行く（1991年、TBS）
- 源義経（1991年、日本テレビ） - 占いお婆 役
- 君のためにできること（1992年、フジテレビ） - ヘルパー 役
- 鍵師（1993年 - 1997年、フジテレビ）
- さくらももこランド・谷口六三商店（1993年、TBS） - ナレーション
- ドラマ新銀河（NHK総合）
  - 湯の町行進曲（1994年） - 江上タカ 役
- 土曜ドラマ（NHK総合）
  - 和菓子の味（1994年） - 由木紀子 役
- 闇の狩人（1994年、フジテレビ） - お浜 役
- 最高の恋人（1995年、テレビ朝日）
- 御家人斬九郎（1995年 - 2002年、フジテレビ）
- 家へおいでよ（1996年、NHK総合）
- 不機嫌な果実（1997年、TBS）
- ランデヴー（1998年、TBS）
- 心室細動（1998年、朝日放送） - 直江信子 役
- グッドニュース（1999年、TBS）
- 舞妓さんは名探偵!（1999年、テレビ朝日） - 宗方芳江 役
- 弁護士迫まり子の遺言作成ファイル（1999年 - 2003年、TBS） - 迫和美 役
- 京都祇園入り婿刑事事件簿（1999年7月23日、フジテレビ） - 坂東玲子 役
- 蜜蜂の休暇（2001年、NHK総合）
- 示談交渉人甚内たま子裏ファイル（2001年 - 2005年、TBS） - 斉藤睦子 役
- 女と愛とミステリー（テレビ東京）
  - 「優雅な悪事」（2001年 - 2003年） - 渋海笙子 役
  - 「寺田家の花嫁」（2001年） - 寺田セツ 役
  - 「女の中の二つの顔」（2004年） - 滝川富美
- 壬生義士伝〜新選組でいちばん強かった男〜（2002年、テレビ東京） - ひさ 役
- 「ナースマン」シリーズ（2002年・2004年、日本テレビ） - 米田光子 役
- 私立探偵 濱マイク（2002年、よみうりテレビ）
- HR（2002年、フジテレビ）
- 子連れ狼（2002年 - 2004年、テレビ朝日） - ナレーション
- ぼくが地球を救う（2002年、TBS） - 高尾華子
- 赤ちゃんをさがせ（2003年、NHK総合）
- 大奥（2003年、フジテレビ） - 村瀬 役
- 動物のお医者さん（2003年、テレビ朝日） - 西根タカ 役
- ぼくの魔法使い（2003年、日本テレビ） - ブラディ・マリー 役
- 相棒（2004年、テレビ朝日） - 皆川千登勢 役
- 奥さまは魔女（2004年、TBS） - さくらおばさま 役
- 女医・優〜青空クリニック〜（2004年、東海テレビ） - 川田敏江 役
- 犬神家の一族（2004年、フジテレビ） - 琴の師匠 役
- あいのうた（2005年、日本テレビ） - 牧野秀子 役
- 橘京子の調査報告書（2005年、毎日放送） - 橘歌江 役
- ベビーシッターの危険な好奇心（2007年、TBS） - 多岐川文 役[注釈 17]

### 映画
- にごりえ（1953年）
- 屋根裏の女たち（1956年）
- 新妻の寝ごと（1956年）
- 悪女の季節（1958年）
- 暗夜行路（1959年）
- 吹雪と共に消えゆきぬ（1959年）
- グラマ島の誘惑（1959年）
- おとうと（1960年）
- 墨東綺譚（1960年）
- 波の塔（1960年）

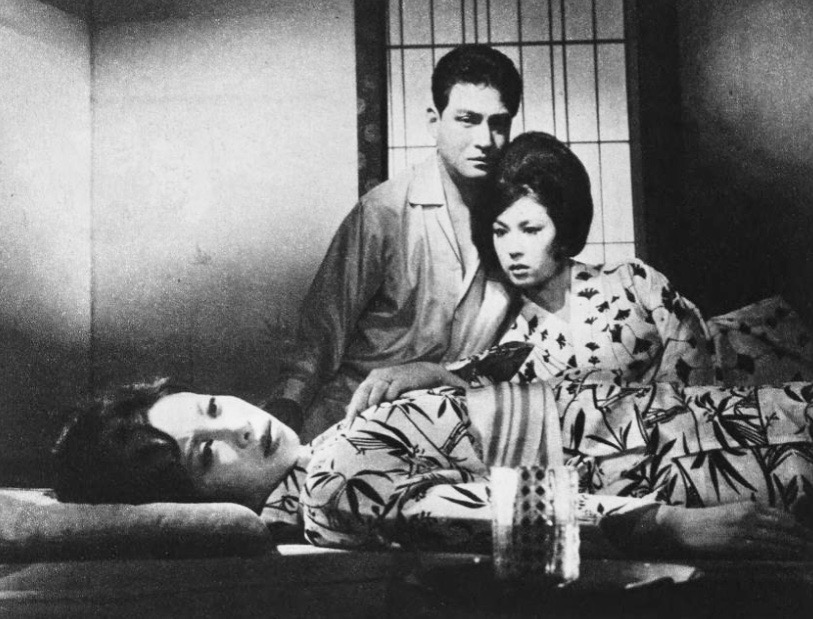
『卍』（1964年）

- みな殺しの歌より 拳銃よさらば!（1960年）
- 人間の條件 完結篇（1961年）
- 黒い十人の女（1961年）
- 東京夜話（1961年）
- あれが港の灯だ（1961年）
- 破戒（1962年）
- 涙を、獅子のたて髪に（1962年）
- 私は二歳（1962年）
- 秋刀魚の味（1962年）
- 忍びの者（1962年）
- 武士道残酷物語（1963年）
- 砂の女（1964年）
- 男嫌い（1964年)
- 「女の小箱」より 夫が見た（1964年)
- 卍（まんじ）（1964年）
- スクリーン・テスト（1964年）
- 肉体の学校（1965年）
- 悪党（1965年）
- 他人の顔（1966年）
- 大奥(秘)物語（1967年）
- 不信のとき（1968年）
- 女体（1969年）
- 戦争と人間 第一部 運命の序曲（1970年）
- 戦争と人間 第二部 愛と悲しみの山河（1971年）
- 札幌オリンピック（1972年） - ナレーション
- 旅の重さ（1972年）
- ノストラダムスの大予言（1974年） - 予言の声[12][2][注釈 18]
- 犬神家の一族（1976年） - 琴の師匠 役
- 歌麿 夢と知りせば（1977年）
- 犬神の悪霊（1977年）
- 姿三四郎（1977年）
- 日本の首領 野望篇（1977年）
- 日蓮（1979年）
- 地獄（1979年）
- 幸福号出帆（1980年）
- この子の七つのお祝いに（1982年）
- 探偵物語（1983年） - 長谷沼君江 役
- 生徒諸君!（1984年） - 北城末知子
- 鹿鳴館（1986年）
- 海と毒薬（1986年） - 大場看護婦長 役
- 映画女優（1987年） - 釘貫屋の女将 役
- 必殺4 恨みはらします（1987年）
- 吉原炎上（1987年） - ナレーション
- 竹取物語（1987年）
- 青春かけおち篇（1987年）
- つる -鶴-（1988年）
- 天と地と（1990年）
- 天河伝説殺人事件（1991年）
- 風の子どものように（1992年）
- 学校の怪談2（1996年）
- 八つ墓村（1996年）
- 愛する（1997年）
- 人間の屑（2000年）
- どら平太（2000年）
- 千年の恋 ひかる源氏物語（2001年）
- 助太刀屋助六（2001年）
- クロエ（2001年）
- 春の雪（2005年）
- 同じ月を見ている（2005年）
- ウール100%（2005年）

### オリジナルビデオ
- 江戸むらさき特急（1995年） - 『大奥の巻』のナレーション

### 舞台
- キティ颱風（1950年、文学座）
- 長いクリスマス・ディナー（英語版）（1952年、文学座）
- 狐憑（1952年、文学座）
- 夜の向日葵（1953年、文学座）
- 幻の国（1953年、文学座）
- 抜けられません（1953年、文学座）
- 女の一生（1954年、文学座）
- 城館（1954年、文学座）
- 奇妙な幕間狂言（1954年、文学座）
- 紙風船（1954年、文学座）
- 探偵物語（英語版）（1954年、文学座）
- 二号（1954年、文学座）
- シラノ・ド・ベルジュラック（1955年、文学座）
- ハムレット（1955年、文学座）
- 葵上（1955年、文学座）
- なよたけ（1955年、文学座）
- 絵姿女房（1956年、文学座）
- 明暗（1956年、文学座）
- ヤシと女（1956年、文学座）
- Kの死（1956年、文学座）
- 鹿鳴館（1956年、文学座）
- 思い出を売る男（1957年、文学座）
- ブリタニキュス（英語版）（1957年、文学座）
- 陽気妃（1957年、文学座）
- 明智光秀（1957年、文学座）
- 守銭奴（1957年、文学座）
- 人と狼（1958年、文学座）
- 国姓爺（1958年、文学座）
- 薔薇と海賊（1958年、文学座）
- 媒酌人は帰らない（1958年、文学座）
- マヤ（1959年、文学座）
- がらしあ細川夫人（1959年、文学座）
- 怒りをこめてふり返れ（英語版）（1959年、文学座）
- 大きな栗の木（1959年、文学座）
- 女は占領されない（1959年、東宝）
- サロメ（1960年、文学座）
- 陽気な幽霊（1960年、文学座）
- バイオリンを持つ裸婦（英語版）（1961年、文学座）
- ジュリアス・シーザー（1961年、文学座）
- 十日の菊（1961年、文学座）
- 光明皇后（1962年、文学座）
- 黒の悲劇（1962年、文学座）
- 聖女ジャンヌ・ダーク（1963年11月 - 1964年1月、劇団雲）[14]
- ヘンリー四世（1967年、劇団雲）
- 癩王のテラス（1969年、劇団浪曼劇場/劇団雲/東宝）
- 野望と夏草（1970年、劇団雲）
- マクベス（1972年、劇団雲）
- メナム河の日本人（1973年、劇団雲）
- 壊れた風景（1976年、西武劇場/円企画）
- 弱法師（1976年）
- 一軒の家・一本の樹・一人の息子（1978年、演劇集団 円）
- 火のようにさみしい姉がいて（1978年、木冬社）
- 熱帯樹（1980年、オフィスC&P）
- あの、愛の一群たち（1980年、木冬社）
- 雰囲気のある死体（1980年、演劇集団 円）
- あらかじめ失われた恋人たちよ―劇篇―（1981年、木冬社）
- 冬のライオン（1982年、演劇集団 円）
- プラトーノフ（英語版）（1982年、演劇集団 円）
- おばけリンゴ（1983年、演劇集団 円）
- うしろの正面だあれ（1983年、演劇集団 円/俳優座劇場）
- 山の巨人たち（1983年、演劇集団 円）
- 救いの猫ロリータはいま…（1985年、演劇集団 円）
- 幽霊の家（1985年、演劇集団 円/パルコ）
- おたまじゃくしはかえるの子（1985年、演劇集団 円）
- アマーストの美女（1986年、パルコ）
- もーいいかい・まーだだよ（1988年、演劇集団 円）
- 夏の場所（1988年、演劇集団 円）
- 今日子（1989年、演劇集団 円）
- 欲望という名の電車（1989年、演劇集団 円）
- 眠れる森の美女（1990年、演劇集団 円）
- ヘンリー四世（1991年、パルコ）
- 駅・1971-1976・夏（1991年、演劇集団 円）
- わが師・わが街（1992年、演劇集団 円）
- ぼくは、きみの夢を見た（1993年、演劇集団 円）
- 桜の園（1993年、演劇集団 円）
- 森から来たカーニバル（1994年、演劇集団 円）
- 春のうららの隅田川（1997年、演劇集団 円）
- 猫町（1997年、演劇集団 円）
- 虹を渡る女（1998年、新国立劇場）
- 遠い日々の人（1999年、演劇集団 円）
- 隠れる女（2000年、竹中直人の会）
- 当世風雨月物語（2001年、演劇集団 円）
- 西へ行く女（2003年、演劇集団 円）
- THE OTHER SIDE/線のむこう側（2004年、新国立劇場）
- トラップ・ストリート（2004年、演劇集団 円）
- オリュウノオバ物語（2005年、演劇集団 円）

### 音楽詩劇
- オンディーヌ（1959年） - ベルタルダ 役

### ラジオドラマ
- パンドラタイム 『流れる』第4回「浮き沈み」（1956年、朝日放送） - 第4回日本民間放送連盟賞文芸番組部門最優秀賞[15]
- 現代劇場 『輸出』（1957年、文化放送） - 第6回日本民間放送連盟賞文芸番組部門佳作[16]
- 音楽詩劇 オンディーヌ（1959年、NHKラジオ第1） - 第14回芸術祭賞、第13回イタリア賞ラジオ音楽部門[17]
- ラジオホール ある女の心象風景 どこへ行こうか（1960年、RKB毎日放送） - 第8回日本民間放送連盟賞文芸番組部門優秀賞[18]
- 雲の絵本（1960年、ニッポン放送） - 女2[19]
- 現代劇場 ジオジオ物語（1962年、文化放送）[20]
- 現代劇場 きかんしゃやえもん（1962年、文化放送） - 第11回日本民間放送連盟賞文芸番組部門優秀賞[21]
- ラジオ劇場 ラジオのためのミュージカルファンタジー 星の牧場（1964年、ニッポン放送） - 第11回オンダス賞ラジオテレビ番組国際コンクール・ミュージカル部門最優秀賞[22]
- ドラマスペシャル ベルリンが歌っていた（1986年11月22日、NHK-FM） - 語り手、第2回芸術作品賞ドラマの部[23]

### テレビアニメ
- ムーミン（1969年 - 1970年、1972年、1979年） - ムーミン[24]
- まんがこども文庫（1978年） - ナレーション
- おやゆび姫物語（1992年） - ナレーション
- 吸血姫美夕（1997年） - OPナレーション
- プリンセスチュチュ（2002年） - ナレーション[25]

### 劇場アニメ
- 千夜一夜物語（1969年） - ミリアム、ジャリス
- 虹に向って（1977年） - 語り
- 世界名作童話 おやゆび姫（1978年） - ゲコオ[26]、ナレーション[26]
- ユニコ黒い雲と白い羽（1979年） - 西風
- 地球へ…（1980年） - グランドマザー
- 新選組（2000年） - 駒野
- 死者の書（2006年） - ナレーション

### その他アニメ
- 世界名作童話 まんがシリーズ（1975年 - 1983年） - ナレーション、声の出演[27]

### ゲーム
- 天外魔境II 卍MARU（1992年） - 宇宙の創造主、OPナレーション

### 吹き替え
- アガサ・クリスティー ミス・マープル（ミス・マープル〈初代〉〈ジェラルディン・マクイーワン（英語版）〉）
- 美しい森の物語〜王子とマリア姫〜（ナレーション）
- 刑事コロンボ ロンドンの傘（リリアン・スタンホープ〈オナー・ブラックマン〉）
- シャーロットのおくりもの（シャーロット）※劇場公開版
- 死刑台のエレベーター（フロランス・カララ〈ジャンヌ・モロー〉）※日本テレビ版
- 地獄に堕ちた勇者ども（ゾフィー〈イングリッド・チューリン〉）
- ビバ!マリア（マリカ〈ジャンヌ・モロー〉）

### バラエティ・教養番組
- テレビ朗読エッセー 向田邦子・言葉の花束 第3回「岸田今日子が読む「女を斬るな狐を斬れ」」（1996年、NHK総合） - 没後15年が経過し、向田邦子と親交の合った岸田今日子が朗読を担当した[28]。
- まんがで読む古典『源氏物語』（NHK総合） - 紫式部 役
- 世界水めぐり（フジテレビ） - ナレーション
- とんねるずのみなさんのおかげです「保毛尾田保毛男物語」「われら定時制高校野球部」（フジテレビ） - 保毛尾田今日子、モトコマチ校長 役
- ダウンタウンのごっつええ感じ「結婚前提戦士ラブラブファイヤー」（フジテレビ） - あべかわキナコ 役
- そっとテロリスト（フジテレビ） - 奥様 役
- オールスター感謝祭（TBS）
- 木曜スペシャル これが決定版!爆笑珍プレー好プレー'92総集編「プロ野球戦国絵巻」（日本テレビ） - ナレーション
- たけし・さんまの有名人の集まる店（フジテレビ） - ナレーション

### ラジオ番組
- なかよしジョッキー（NHKラジオ第1）
- 赤ちゃんこんにちわ（TBSラジオ）
- MY LOVE､MY SOUNDS（朝日放送ラジオ）

### CM
- 麒麟麦酒「キリンビール」[29]
- エスビー食品「フォンドボーディナーカレー」
- イオナ インターナショナル（ナレーション）
- ネスレ日本「クリスピー物語」[30]
- TDK「磁気ネックレス」
- 朝日新聞社「週刊百科 世界100都市」
- エーザイ「ジャスタット」（ナレーション）
- NTT「フリーダイヤル紹介（「鉄棒する猫」編・「木に登る犬」編）」（1987年、ナレーション）
- DDI（ムーミン役）
- JARO（ナレーション）

### その他のコンテンツ
- 高中正義のアルバム『TRAUMATIC 極東探偵団』（東芝EMI WTP-90340）の中でナレーション担当
- 星の王子さまの朗読CD（東芝EMI）の中でばらの花の声を担当
- 有頂天のアルバム『カラフルメリィが降った街』収録曲「1990年のカラフルメリィ」の冒頭ナレーション
- ピチカート・ファイヴのマキシシングル『PORNO 3003 ep』のナレーション
- UAのマキシシングル『DOROBON』収録曲「泥棒（独白）」のポエトリーリーディング
- 新美南吉童話選集1,2,3 （日本音声保存）
- 岸田今日子朗読CD-BOX「白昼夢」（日本音声保存）
- 岸田今日子自作選2〜棘のある小さな花束〜（日本音声保存）
- 岸田今日子自作選3〜悪夢は何色？〜 （日本音声保存）
- 東京ディズニーランド
  - 白雪姫と七人のこびと（ウサギ）

## 音楽

### シングル
| 発売日         | 規格           | 規格品番       | 面             | タイトル         | 時間           | 作詞           | 作曲           | 編曲           |
| キングレコード | キングレコード | キングレコード | キングレコード | キングレコード   | キングレコード | キングレコード | キングレコード | キングレコード |
| -------------- | -------------- | -------------- | -------------- | ---------------- | -------------- | -------------- | -------------- | -------------- |
| 1964年         | EP             | BS-77          | A              | 素足のランデブー | 3:30           | 横井弘         | 中野忠晴       | 上野正雄       |
| 1964年         | EP             | BS-77          | B              | 鳥と乙女の物語   | 3:45           | 岸田衿子       | 寺島尚彦       |                |

## 著作
- 子供にしてあげたお話 してあげなかったお話（1975年・2001年、大和書房）
- ラストシーン（1989年、角川書店）
- 外国遠足日記帖 (1991年、話の特集刊)
- 時の記憶（1992年、マガジンハウス）
- 妄想の森（1997年、文藝春秋）　第46回日本エッセイスト・クラブ賞受賞
- スリはする どこでする 続・外国遠足日記帖（1997年、文藝春秋）
- 大人にしてあげた小さなお話（2000年、大和書房）
- あの季（とき）この季（とき）（2002年、光文社）
- こどものとも年少版5月号 パンツのはきかた 佐野洋子 絵（2007年、福音館書店）